# Voïvodie de Vitebsk
1503–1772
Entités précédentes :
- Grand-duché de Lituanie

Entités suivantes :
- Empire russe

La Voïvodie de Vitebsk (en biélorusse Віцебскае ваяводзтва, en polonais Województwo witebskie, en lituanien Vitebsko vaivadija et en latin Palatinatus Vitebsciensis) était une unité de division administrative et de gouvernement local du Grand-Duché de Lituanie (puis à partir de 1569 de la République des Deux Nations ) ayant existé du XVe siècle jusqu'aux partages de la Pologne en 1795.

## Histoire
L'historien Zygmunt Gloger donne cette description de la voïvodie de Vitebsk :

« Witebsk (en latin Vitebscum), située sur la rivière Dvina, était l'un des principaux fiefs de la Principauté de Polotsk. Dans la seconde moitié du XIIe siècle, elle s'affirme comme centre de gouvernement local. Conquise par l'un des fils de Mindaugas vers 1239, elle devient une partie permanente du Grand-Duché de Lituanie depuis l'époque de Gediminas. Vers 1342, Witebsk était déjà le siège d'un staroste, qui, au début du XVIe siècle, était nommé voïvode. Le premier voïvode de Witebsk fut Jerzy Chlebowicz (...)
La rivière Dvina divisait la voïvodie en deux parties, dont la partie nord était plus petite. Comme la ville de Witebsk était située au milieu d'une province peu peuplée, la voïvodie n'était initialement pas divisée en comtés. Plus tard, cependant, le comté d'Orsza, qui faisait partie de la voïvodie de Smolensk, fut rattaché à la voïvodie de Vitebsk (...) La voïvodie de Vitebsk resta dans la République jusqu'en septembre 1772, date à laquelle la plus grande partie de son territoire fut annexée par l'Empire russe. Il n'en restait dès lors que la partie sud du Pays d'Orsza, qui appartenait au Grand-Duché de Lituanie jusqu'en 1793 (...)
Les starostes résidaient à Witebsk et à Orsza, tandis que les sejmiks locaux avaient lieu dans les deux villes. Au total, la voïvodie de Vitebsk envoyait quatre députés à la Diète — deux pour chaque comté. Après le premier partage, les sejmiks ont été déplacés vers la ville de Cholopienicze, située dans la voïvodie de Minsk ».

## Administration
Siège du gouverneur de la voïvodie :
- Vitebsk

Division administrative:
- Depuis la trêve d'Androussovo (1667), la voïvodie de Vitebsk se composait de deux powiats : Witebsk et Orsza. Le premier fut perdu au profit de l'Empire russe en 1772, et seule une petite partie du second a appartenu à la Pologne-Lituanie, jusqu'en 1793.

## Crédit de traduction
- (en) Cet article est partiellement ou en totalité issu de l’article de Wikipédia en anglais intitulé « Vitebsk Voivodeship » (voir la liste des auteurs).